# Lepidostemon
Lepidostemon là chi thực vật có hoa trong họ Cải.